# NGC 1154
NGC 1154 је спирална галаксија у сазвежђу Еридан која се налази на NGC листи објеката дубоког неба.
Деклинација објекта је - 10° 21' 49" а ректасцензија 2h 58m 7,6s. Привидна величина (магнитуда) објекта NGC 1154 износи 13,6 а фотографска магнитуда 14,3. NGC 1154 је још познат и под ознакама MCG -2-8-34, PGC 11221.